# Sự nghiệp diễn xuất của Song Ji-hyo
Song Ji-hyo (tiếng Hàn: 송지효, phiên âm Hán-Việt: Tống Chi Hiểu, sinh ngày 15 tháng 8 năm 1981, tên khai sinh là Cheon Seong-im, sau đó đổi thành Cheon Soo-yeon) là một nữ diễn viên điện ảnh, người mẫu và là người dẫn chương trình người Hàn Quốc.

## Phim điện ảnh
| Năm  | Tựa                        | Vai            | Ghi chú         | Chú thích   |
| ---- | -------------------------- | -------------- | --------------- | ----------- |
| 2003 | Wishing Stairs             | Yoon Jin-sung  |                 | [ 1 ]       |
| 2004 | Some                       | Seo Yoo-jin    |                 | [ 2 ]       |
| 2007 | Tình dục là chuyện nhỏ 2   | Lee Kyeong-ah  |                 | [ 3 ]       |
| 2008 | Sương Hoa điếm             | Hoàng hậu      |                 | [ 4 ]       |
| 2011 | Hoa nở muộn                | Kim Yeon-ah    |                 | [ 5 ]       |
| 2012 | Siêu sao và sát thủ        | Bong Min-jung  |                 | [ 6 ] [ 7 ] |
| 2013 | Maritime Police Marco      | Lulu           | Lồng tiếng Hàn  | [ 8 ]       |
| 2013 | Thế giới mới               | Lee Shin-woo   |                 | [ 9 ]       |
| 2016 | 708090                     | Duan Yu Rong   | Phim Trung Quốc | [ 10 ]      |
| 2016 | Chuyển phát nhanh siêu cấp | Maggie / Meixi | Phim Trung Quốc | [ 11 ]      |
| 2018 | What a Man Wants           | Mi-young       |                 | [ 12 ]      |
| 2018 | Găng tơ tái xuất           | Ji-soo         |                 | [ 13 ]      |
| 2020 | Kẻ xâm nhập                | Yoo-jin        |                 | [ 14 ]      |
| TBA  | Meeting House              | Tae-jieo       |                 | [ 15 ]      |

## Phim truyền hình

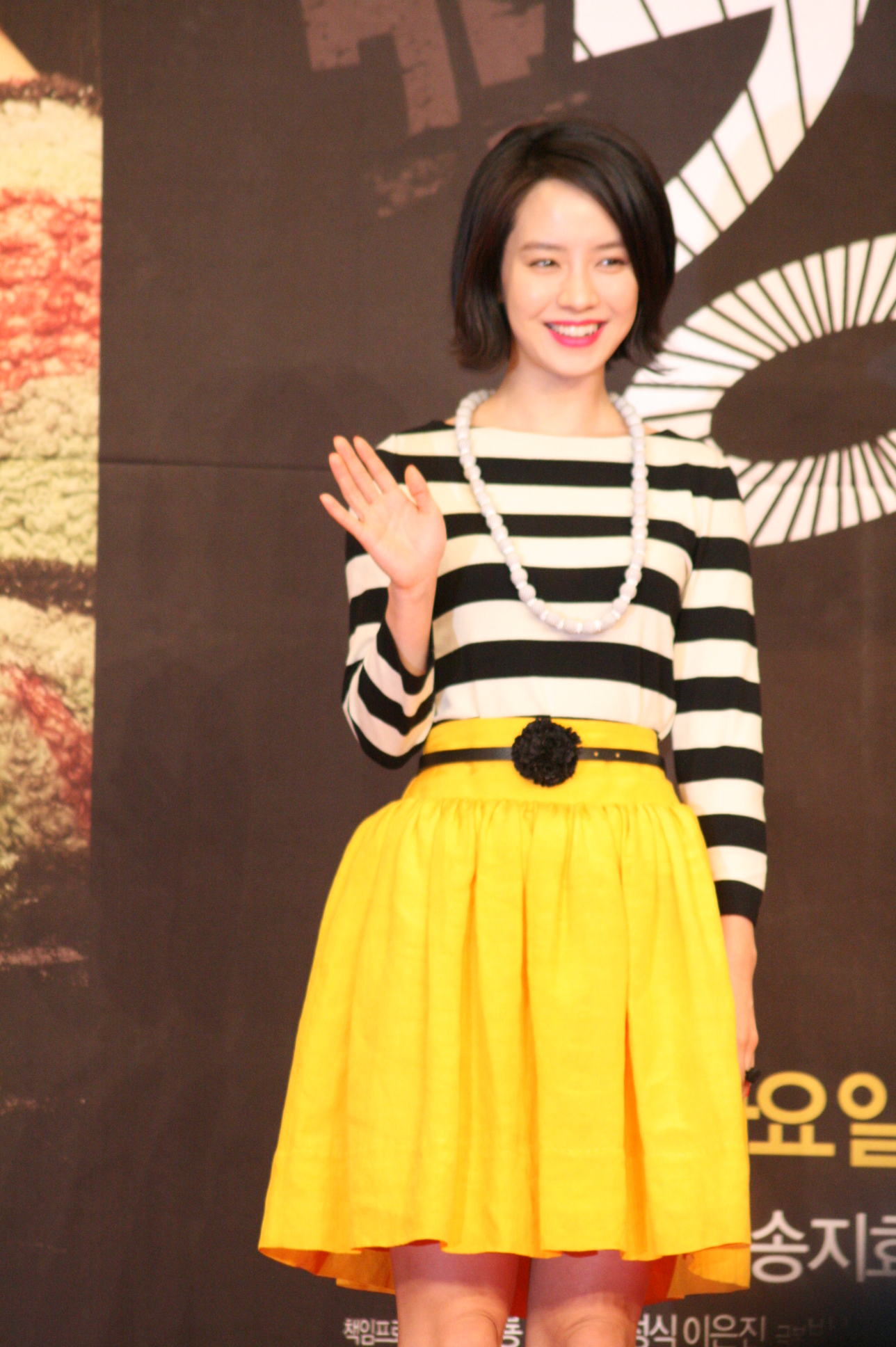
Ji-hyo tại buổi ra mắt phim Dấu vết đoạt mệnh (2011)

| Năm       | Tựa                                       | Kênh | Vai           | Ghi chú                    | Chú thích     |
| --------- | ----------------------------------------- | ---- | ------------- | -------------------------- | ------------- |
| 2002      | Age of Innocence                          | SBS  | Min-jung      | Vai diễn khách mời, tập 16 |               |
| 2006      | Được làm hoàng hậu                        | MBC  | Min Hyo-rin   |                            | [ 16 ] [ 17 ] |
| 2006–2007 | Truyền thuyết Jumong                      | MBC  | Ye So-ya      |                            | [ 18 ]        |
| 2011      | Dấu vết đoạt mệnh                         | KBS2 | Jo Min-joo    |                            | [ 19 ]        |
| 2011      | Tướng quân Gyebaek                        | MBC  | Eun-go        |                            | [ 20 ]        |
| 2013      | Thiên mệnh                                | KBS2 | Hong Da-in    |                            | [ 21 ]        |
| 2014      | Cặp đôi oan gia                           | tvN  | Oh Jin-hee    |                            | [ 22 ] [ 23 ] |
| 2015      | Cô gái nhìn thấy mùi hương                | SBS  | Song Ji-hyo   | Vai diễn khách mời, tập 1  | [ 24 ]        |
| 2015      | Hội bạn gái cũ                            | tvN  | Kim Soo-jin   |                            | [ 25 ]        |
| 2016      | Cô vợ ngoại tình                          | JTBC | Jung Soo-yeon |                            | [ 26 ]        |
| 2016      | Đoàn tùy tùng                             | tvN  | Song Ji-hyo   | Vai diễn khách mời, tập 3  | [ 27 ]        |
| 2017      | Drama Stage – Chief B and the Love Letter | tvN  | Bang Ga-young | Phim một tập               | [ 28 ]        |
| 2018      | Vòng xoay vận mệnh                        | KBS2 | Oh Eul-soon   |                            | [ 29 ] [ 30 ] |
| 2020      | Phải chăng ta đã yêu?                     | JTBC | Noh Ae-jung   |                            | [ 31 ] [ 32 ] |
| 2022      | Sao băng (Shooting Star)                  | tvN  |               | Cameo                      | [ 33 ]        |

## Phim chiếu mạng
| Năm  | Tựa                   | Kênh   | Vai          | Chú thích     |
| ---- | --------------------- | ------ | ------------ | ------------- |
| 2017 | 29gram                | DIA TV | Yeon Yoo-jin |               |
| 2021 | Bàn tiệc của phù thủy | TVING  | Jo Hee-ra    | [ 34 ] [ 35 ] |

## Video âm nhạc
| Năm  | Tựa                       | Nghệ sĩ                                                 | Vai trò   | Chú thích |
| ---- | ------------------------- | ------------------------------------------------------- | --------- | --------- |
| 2001 | Just Say Goodbye          | JTL                                                     | Diễn xuất | [ 36 ]    |
| 2001 | And I Love You            | Lee Soo-young                                           | Diễn xuất |           |
| 2006 | 믿을 수 없는 말           | Stay                                                    | Diễn xuất | [ 37 ]    |
| 2010 | Don't Listen To This Song | Young Jee                                               | Diễn xuất | [ 38 ]    |
| 2011 | 별 거 아니야              | Young Jee                                               | Diễn xuất |           |
| 2011 | In Heaven                 | JYJ                                                     | Diễn xuất | [ 39 ]    |
| 2011 | Gift for you              | Choi Kang-hee, Lee Sun-kyun, Kim Byung-man, Song Ji-hyo | Ca hát    |           |
| 2012 | Be Happy                  | Young Jee, Lee Kyu-hoon                                 | Diễn xuất | [ 40 ]    |
| 2013 | Winter Song               | Freestyle                                               | Diễn xuất | [ 41 ]    |
| 2015 | You are so cute           | Kenji Wu, Song Ji-hyo                                   | Ca hát    |           |
| 2016 | Lonely Night              | Gary, Gaeko                                             | Diễn xuất | [ 42 ]    |

## Chương trình truyền hình

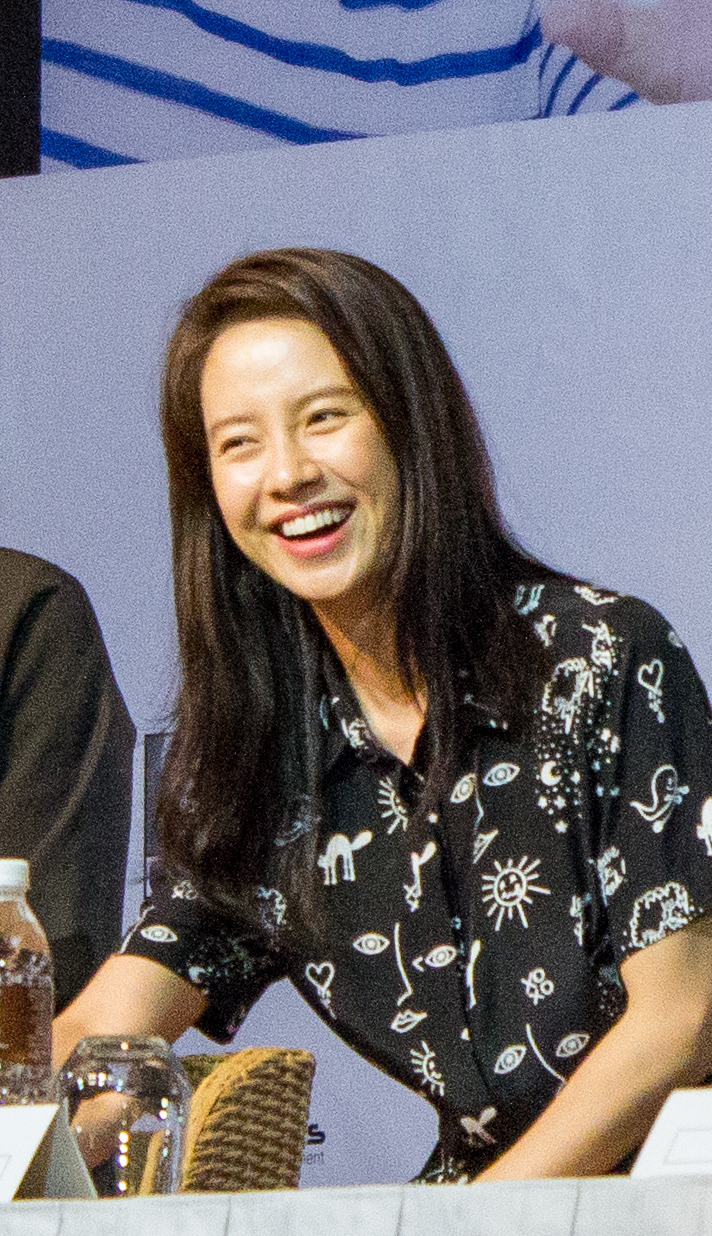
Ji-hyo trong chuyến giao lưu người hâm mộ Running Man tại Malaysia (2014)

| Năm       | Tựa                          | Kênh        | Vai trò                | Ghi chú                                          | Chú thích     |
| --------- | ---------------------------- | ----------- | ---------------------- | ------------------------------------------------ | ------------- |
| 2007–2008 | Inkigayo                     | SBS         | Người dẫn chương trình |                                                  | [ 43 ]        |
| 2008–2009 | Dream Concert                | SBS         | Người dẫn chương trình |                                                  | [ 44 ] [ 45 ] |
| 2010–2011 | TV Entertainment Tonight     | SBS         | Người dẫn chương trình |                                                  | [ 46 ]        |
| 2010–nay  | Running Man                  | SBS         | Thành viên chính       | Khách mời (Tập 2–5) Thành viên chính (Tập 7–nay) | [ 47 ]        |
| 2016      | We Are In Love               | Giang Tô TV | Thành viên chính       | Với Trần Bách Lâm                                | [ 48 ]        |
| 2017      | Song Ji-hyo's Beauty View    | JTBC2       | Người dẫn chương trình |                                                  | [ 49 ]        |
| 2018      | Song Ji-hyo’s Beautiful Life | OnStyle     | Người dẫn chương trình |                                                  | [ 50 ]        |
| 2018      | Pajama Friends               | Lifetime    | Người dẫn chương trình |                                                  | [ 51 ]        |

## Chương trình chiếu mạng
| Năm  | Tựa            | Kênh     | Vai trò                | Chú thích |
| ---- | -------------- | -------- | ---------------------- | --------- |
| 2017 | I Am Jyo Unnie | Naver TV | Người dẫn chương trình |           |